# Masillosteus
Masillosteus Micklich and Klappert, 2001 è un pesce estinto, appartenente all'ordine Lepisosteiformes. Visse nell'Eocene inferiore/medio (circa 50/45 milioni di anni fa) e i suoi resti fossili sono stati ritrovati in Nordamerica e in Europa.

## Descrizione
Questo animale, benché strettamente imparentato con gli attuali lucci alligatore (gen. Lepisosteus e Atractosteus) possedeva un aspetto che se ne discostava sensibilmente. Il cranio, infatti, era fornito di mascelle eccezionalmente corte e robuste, con denti molariformi adatti a frantumare. Le specie attuali, invece, possiedono mascelle lunghe e sottili e denti aguzzi. Anche il corpo era generalmente più compatto e robusto rispetto a quello delle forme simili, ma come queste ultime era ricoperto da pesanti scaglie di forma adamantina. Masillosteus poteva raggiungere una lunghezza di poco superiore al metro.

## Paleobiologia
I fossili nordamericani di Masillosteus sono stati ritrovati in una zona dove abbondavano chiocciole, gamberi e bivalvi. La vicinanza a questi invertebrati dotati di gusci e la presenza di forti denti adatti a frantumare carapaci indica che Masillosteus si nutriva di questo tipo di invertebrati. Questo animale condivideva la stessa nicchia ecologica di Cyclurus, un pesce simile all'attuale amia, rinvenuto sia nella Green River che nel giacimento di Messel.

## Tassonomia
Questo animale è noto per due specie: la prima ad essere descritta è Masillosteus kelleri, ritrovata nel ben noto giacimento di Messel in Germania e descritta da Micklich e Klappert nel 2001; successivamente, nel 2010, Lance Grande descrisse un'altra specie, Masillosteus janeae, proveniente dalla formazione Green River nel Wyoming. Masillosteus è considerato un rappresentante alquanto specializzato dei lepisosteidi  e inizialmente venne considerato congenerico con Atractosteus.